# Convoglio articolato
Un convoglio articolato è un treno composto - esclusivamente, prioritariamente o comunque ineludibilmente - da rotabili che condividono i punti d'appoggio sui binari (carrelli/assi), rendendo le casse attigue interdipendenti.

In alto: convoglio normale con carrozze a carrelli
Al centro: convoglio articolato composto tramite carrelli Jakobs
In basso: convoglio articolato composto utilizzando il sistema Talgo

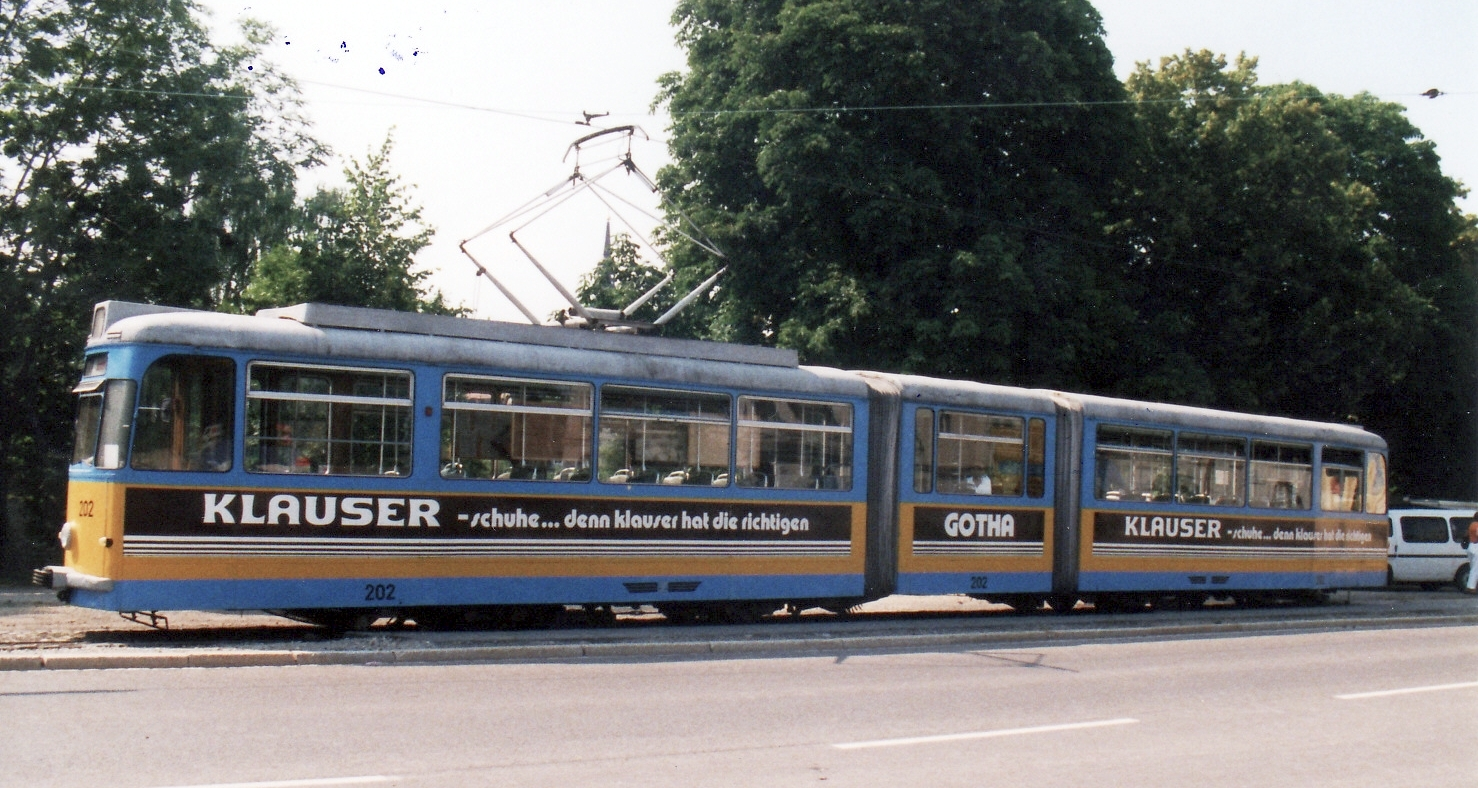
Convoglio articolato a Naumburg

I rotabili creano composti articolati attraverso carrelli Jakobs (comuni a due casse contigue, i quali possono essere solo portanti o anche motore), oppure con sistema Talgo, o altri tipi di sistemi proprietari.
Un treno composto esclusivamente da casse che condividono i punti d'appoggio sui binari - come ad esempio lo storico elettrotreno italiano degli anni '30 ETR.200 - rappresenta un convoglio bloccato per antonomasia, e necessita obbligatoriamente il ricorso all'officina e attrezzature particolari per essere scomposto (sostituzione/rimozione/aggiunta di casse).